# Kvalifikace na Mistrovství Evropy ve fotbale 2008 – skupina E
Zápasy této kvalifikační skupiny na Mistrovství Evropy ve fotbale 2008 se konaly v letech 2006 a 2007. Ze sedmi účastníků si postup na závěrečný turnaj zajistily první dva týmy.

## Tabulka
| Poř. | Země       | Z  | V | R | P  | VG | OG | B  |
| ---- | ---------- | -- | - | - | -- | -- | -- | -- |
| 1.   | Chorvatsko | 12 | 9 | 2 | 1  | 28 | 8  | 29 |
| 2.   | Rusko      | 12 | 7 | 3 | 2  | 18 | 7  | 24 |
| 3.   | Anglie     | 12 | 7 | 2 | 3  | 24 | 7  | 23 |
| 4.   | Izrael     | 12 | 7 | 2 | 3  | 20 | 12 | 23 |
| 5.   | Makedonie  | 12 | 4 | 2 | 6  | 12 | 12 | 14 |
| 6.   | Estonsko   | 12 | 2 | 1 | 9  | 5  | 21 | 7  |
| 7.   | Andorra    | 12 | 0 | 0 | 12 | 2  | 42 | 0  |

## Křížová tabulka
| Země       | Anglie | Andorra | Estonsko | Chorvatsko | Izrael | Makedonie | Rusko |
| ---------- | ------ | ------- | -------- | ---------- | ------ | --------- | ----- |
| Anglie     | –      | 5:0     | 3:0      | 2:3        | 3:0    | 0:0       | 3:0   |
| Andorra    | 0:3    | –       | 0:2      | 0:6        | 0:2    | 0:3       | 0:1   |
| Estonsko   | 0:3    | 2:1     | –        | 0:1        | 0:1    | 0:1       | 0:2   |
| Chorvatsko | 2:0    | 7:0     | 2:0      | –          | 1:0    | 2:1       | 0:0   |
| Izrael     | 0:0    | 4:1     | 4:0      | 3:4        | –      | 1:0       | 2:1   |
| Makedonie  | 0:1    | 3:0     | 1:1      | 2:0        | 1:2    | –         | 0:2   |
| Rusko      | 2:1    | 4:0     | 2:0      | 0:0        | 1:1    | 3:0       | –     |

## Zápasy
Pozn. Izrael musel hrát svůj první domácí zápas na neutrální půdě kvůli Druhé libanonské válce.
| 16. srpna 2006 18:00 UTC+3 |        |              |                                                                              |
| Estonsko                   | 0 – 1  | Makedonie    | A. Le Coq Arena, Tallinn diváci: 7 500 rozhodčí: Kristinn Jakobsson (Island) |
|                            | Report | Sedloski 73' | A. Le Coq Arena, Tallinn diváci: 7 500 rozhodčí: Kristinn Jakobsson (Island) |

| 2. září 2006 17:00 UTC+1                  |        |         |                                                                               |
| Anglie                                    | 5 – 0  | Andorra | Old Trafford, Manchester diváci: 56 290 rozhodčí: Bernhard Brugger (Rakousko) |
| Crouch 5', 66' Gerrard 13' Defoe 38', 47' | Report |         | Old Trafford, Manchester diváci: 56 290 rozhodčí: Bernhard Brugger (Rakousko) |

| 2. září 2006 21:30 UTC+3 |                          |             |                                                                        |
| Estonsko                 | 0 – 1                    | Izrael      | A Le Coq Arena, Tallinn diváci: 7 800 rozhodčí: Johan Verbist (Belgie) |
|                          | Report[nedostupný zdroj] | Colautti 8' | A Le Coq Arena, Tallinn diváci: 7 800 rozhodčí: Johan Verbist (Belgie) |

| 6. září 2006 19:00 UTC+4 |                          |            |                                                                                       |
| Rusko                    | 0 – 0                    | Chorvatsko | Lokomotiv Stadium, Moskva diváci: 27 500 rozhodčí: Manuel Mejuto González (Španělsko) |
|                          | Report[nedostupný zdroj] |            | Lokomotiv Stadium, Moskva diváci: 27 500 rozhodčí: Manuel Mejuto González (Španělsko) |

| 6. září 2006 19:00 UTC+2                                |                          |               |                                                                                     |
| Izrael                                                  | 4 – 1                    | Andorra       | Stadion de Goffert, Nijmegen diváci: 0 rozhodčí: Sinisa Zrnic (Bosna a Hercegovina) |
| Benajun 9' Ben-Shushan 11' Gershon 43' (pen.) Tamuz 69' | Report[nedostupný zdroj] | Fernandez 84' | Stadion de Goffert, Nijmegen diváci: 0 rozhodčí: Sinisa Zrnic (Bosna a Hercegovina) |

| 6. září 2006 21:00 UTC+2 |        |            |                                                                               |
| Makedonie                | 0 – 1  | Anglie     | Skopje City Stadium, Skopje diváci: 16 500 rozhodčí: Bertrand Layec (Francie) |
|                          | Report | Crouch 46' | Skopje City Stadium, Skopje diváci: 16 500 rozhodčí: Bertrand Layec (Francie) |

| 7. října 2006 19:00 UTC+4 |                          |                 |                                                                         |
| Rusko                     | 1 – 1                    | Izrael          | Dynamo Stadium, Moskva diváci: 22 000 rozhodčí: Florian Meyer (Německo) |
| Aršavin 5'                | Report[nedostupný zdroj] | Ben-Shushan 84' | Dynamo Stadium, Moskva diváci: 22 000 rozhodčí: Florian Meyer (Německo) |

| 7. října 2006 17:00 UTC+1 |        |           |                                                                         |
| Anglie                    | 0 – 0  | Makedonie | Old Trafford, Manchester diváci: 72 062 rozhodčí: Markus Merk (Německo) |
|                           | Report |           | Old Trafford, Manchester diváci: 72 062 rozhodčí: Markus Merk (Německo) |

| 7. října 2006 20:15 UTC+2                                    |                          |         |                                                                          |
| Chorvatsko                                                   | 7 – 0                    | Andorra | Maksimir Stadium, Záhřeb diváci: 20 000 rozhodčí: Anthony Zammit (Malta) |
| Petrić 12', 37', 48', 50' Klasnić 58' Balaban 62' Modrić 83' | Report[nedostupný zdroj] |         | Maksimir Stadium, Záhřeb diváci: 20 000 rozhodčí: Anthony Zammit (Malta) |

| 11. října 2006 15:00 UTC+2 |                          |                                     |                                                                                |
| Andorra                    | 0 – 3                    | Makedonie                           | Estadi Comunal, Andorra la Vella diváci: 300 rozhodčí: Lasha Silagava (Gruzie) |
|                            | Report[nedostupný zdroj] | Pandev 13' Noveski 16' Naumoski 31' | Estadi Comunal, Andorra la Vella diváci: 300 rozhodčí: Lasha Silagava (Gruzie) |

| 11. října 2006 19:00 UTC+4 |                          |          |                                                                                   |
| Rusko                      | 2 – 0                    | Estonsko | Petrovsky Stadium, Petrohrad diváci: 21 500 rozhodčí: Eric Braamhaar (Nizozemsko) |
| Pogrebňak 78' Syčev 90'    | Report[nedostupný zdroj] |          | Petrovsky Stadium, Petrohrad diváci: 21 500 rozhodčí: Eric Braamhaar (Nizozemsko) |

| 11. října 2006 20:00 UTC+2       |        |        |                                                                            |
| Chorvatsko                       | 2 – 0  | Anglie | Maksimir Stadium, Záhřeb diváci: 38 000 rozhodčí: Roberto Rosetti (Itálie) |
| Eduardo 61' G. Neville 68' (vl.) | Report |        | Maksimir Stadium, Záhřeb diváci: 38 000 rozhodčí: Roberto Rosetti (Itálie) |

| 15. listopadu 2006 17:00 UTC+1 |                          |                         |                                                                             |
| Makedonie                      | 0 – 2                    | Rusko                   | Skopje City Stadium, Skopje diváci: 16 000 rozhodčí: Paul Allaerts (Belgie) |
|                                | Report[nedostupný zdroj] | Bystrov 18' Aršavin 32' | Skopje City Stadium, Skopje diváci: 16 000 rozhodčí: Paul Allaerts (Belgie) |

| 15. listopadu 2006 19:00 UTC+2 |                          |                                       |                                                                                              |
| Izrael                         | 3 – 4                    | Chorvatsko                            | Ramat Gan Stadium, Ramat-Gan diváci: 38 000 rozhodčí: Eduardo Iturralde González (Španělsko) |
| Colautti 8', 89' Benajun 68'   | Report[nedostupný zdroj] | Srna 35' (pen.) Eduardo 39', 54', 72' | Ramat Gan Stadium, Ramat-Gan diváci: 38 000 rozhodčí: Eduardo Iturralde González (Španělsko) |

| 24. března 2007 20:30 UTC+2 |        |                          |                                                                             |
| Estonsko                    | 0 – 2  | Rusko                    | A. Le Coq Arena, Tallinn diváci: 11 000 rozhodčí: Darko Ceferin (Slovinsko) |
|                             | Report | Bystrov 66' Keržakov 78' | A. Le Coq Arena, Tallinn diváci: 11 000 rozhodčí: Darko Ceferin (Slovinsko) |

| 24. března 2007 20:30 UTC+2 |                          |        |                                                                                   |
| Izrael                      | 0 – 0                    | Anglie | Ramat Gan Stadium, Ramat-Gan diváci: 45 000 rozhodčí: Tom Henning Øvrebø (Norsko) |
|                             | Report[nedostupný zdroj] |        | Ramat Gan Stadium, Ramat-Gan diváci: 45 000 rozhodčí: Tom Henning Øvrebø (Norsko) |

| 24. března 2007 20:15 UTC+1 |                          |              |                                                                            |
| Chorvatsko                  | 2 – 1                    | Makedonie    | Maksimir Stadium, Záhřeb diváci: 20 000 rozhodčí: Konrad Plautz (Rakousko) |
| Srna 58' Eduardo 88'        | Report[nedostupný zdroj] | Sedloski 36' | Maksimir Stadium, Záhřeb diváci: 20 000 rozhodčí: Konrad Plautz (Rakousko) |

| 28. března 2007 20:30 UTC+3         |                          |          |                                                                              |
| Izrael                              | 4 – 0                    | Estonsko | Ramat Gan Stadium, Ramat-Gan diváci: 23 658 rozhodčí: Cüneyt Çakir (Turecko) |
| Tal 19' Colautti 29' Sahar 77', 80' | Report[nedostupný zdroj] |          | Ramat Gan Stadium, Ramat-Gan diváci: 23 658 rozhodčí: Cüneyt Çakir (Turecko) |

| 28. března 2007 20:00 UTC+2 |                          |                               |                                                                                       |
| Andorra                     | 0 – 3                    | Anglie                        | Olímpic Lluís Companys, Barcelona diváci: 12 800 rozhodčí: Bruno Paixao (Portugalsko) |
|                             | Report[nedostupný zdroj] | Gerrard 54', 76' Nugent 90+2' | Olímpic Lluís Companys, Barcelona diváci: 12 800 rozhodčí: Bruno Paixao (Portugalsko) |

| 2. června 2007 21:30 UTC+3 |                          |             |                                                                           |
| Estonsko                   | 0 – 1                    | Chorvatsko  | A Le Coq Arena, Tallinn diváci: 10 000 rozhodčí: Viktor Kassai (Maďarsko) |
|                            | Report[nedostupný zdroj] | Eduardo 32' | A Le Coq Arena, Tallinn diváci: 10 000 rozhodčí: Viktor Kassai (Maďarsko) |

| 2. června 2007 19:00 UTC+4      |                          |         |                                                                               |
| Rusko                           | 4 – 0                    | Andorra | Petrovsky Stadium, Petrohrad diváci: 21 000 rozhodčí: Tommy Skjerven (Norsko) |
| Keržakov 8', 16', 49' Syčev 71' | Report[nedostupný zdroj] |         | Petrovsky Stadium, Petrohrad diváci: 21 000 rozhodčí: Tommy Skjerven (Norsko) |

| 2. června 2007 19:30 UTC+2 |        |                           |                                                                             |
| Makedonie                  | 1 – 2  | Izrael                    | Skopje City Stadium, Skopje diváci: 15 000 rozhodčí: Knut Kircher (Německo) |
| Stojkov 13'                | Report | Yitzhaki 11' Colautti 44' | Skopje City Stadium, Skopje diváci: 15 000 rozhodčí: Knut Kircher (Německo) |

| 6. června 2007 18:00 UTC+2 |                          |                        |                                                                           |
| Andorra                    | 0 – 2                    | Izrael                 | Estadi Comunal, Andorra la Vella diváci: 618 rozhodčí: Ian Stokes (Irsko) |
|                            | Report[nedostupný zdroj] | Tamuz 37' Colautti 53' | Estadi Comunal, Andorra la Vella diváci: 618 rozhodčí: Ian Stokes (Irsko) |

| 6. června 2007 20:30 UTC+2 |                          |       |                                                                            |
| Chorvatsko                 | 0 – 0                    | Rusko | Maksimir Stadium, Záhřeb diváci: 38,000 rozhodčí: Ľuboš Micheľ (Slovensko) |
|                            | Report[nedostupný zdroj] |       | Maksimir Stadium, Záhřeb diváci: 38,000 rozhodčí: Ľuboš Micheľ (Slovensko) |

| 6. června 2007 21:30 UTC+3 |                          |                                 |                                                                             |
| Estonsko                   | 0 – 3                    | Anglie                          | A Le Coq Arena, Tallinn diváci: 11 000 rozhodčí: Grzegorz Gilewski (Polsko) |
|                            | Report[nedostupný zdroj] | J. Cole 37' Crouch 54' Owen 62' | A Le Coq Arena, Tallinn diváci: 11 000 rozhodčí: Grzegorz Gilewski (Polsko) |

| 22. srpna 2007 19:00 UTC+3 |                          |           |                                                                                 |
| Estonsko                   | 2 – 1                    | Andorra   | A Le Coq Arena, Tallinn diváci: 10 000 rozhodčí: Adrian McCourt (Severní Irsko) |
| Piiroja 34' Zelinski 90+2' | Report[nedostupný zdroj] | Silva 87' | A Le Coq Arena, Tallinn diváci: 10 000 rozhodčí: Adrian McCourt (Severní Irsko) |

| 8. září 2007 19:00 UTC+4                  |        |           |                                                                                |
| Rusko                                     | 3 – 0  | Makedonie | Lokomotiv Stadium, Moskva diváci: 26 000 rozhodčí: Tom Henning Øvrebø (Norsko) |
| V. Berezuckij 8' Aršavin 84' Keržakov 88' | Report |           | Lokomotiv Stadium, Moskva diváci: 26 000 rozhodčí: Tom Henning Øvrebø (Norsko) |

| 8. září 2007 17:00 UTC+1                  |                          |        |                                                                           |
| Anglie                                    | 3 – 0                    | Izrael | Wembley Stadium, Londýn diváci: 85 372 rozhodčí: Pieter Vink (Nizozemsko) |
| Wright-Phillips 20' Owen 49' Richards 66' | Report[nedostupný zdroj] |        | Wembley Stadium, Londýn diváci: 85 372 rozhodčí: Pieter Vink (Nizozemsko) |

| 8. září 2007 20:30 UTC+2 |                          |          |                                                                                 |
| Chorvatsko               | 2 – 0                    | Estonsko | Maksimir Stadium, Záhřeb diváci: 20 000 rozhodčí: Jérôme Laperriere (Švýcarsko) |
| Eduardo 39', 45+1'       | Report[nedostupný zdroj] |          | Maksimir Stadium, Záhřeb diváci: 20 000 rozhodčí: Jérôme Laperriere (Švýcarsko) |

| 12. září 2007 18:00 UTC+2 |                          |                                                               |                                                                                |
| Andorra                   | 0 – 6                    | Chorvatsko                                                    | Estadi Comunal, Andorra la Vella diváci: 200 rozhodčí: Olivier Thual (Francie) |
|                           | Report[nedostupný zdroj] | Srna 34' Petrić 38', 44' Kranjčar 49' Eduardo 55' Rakitić 64' | Estadi Comunal, Andorra la Vella diváci: 200 rozhodčí: Olivier Thual (Francie) |

| 12. září 2007 20:30 UTC+2 |        |             |                                                                             |
| Makedonie                 | 1 – 1  | Estonsko    | Skopje City Stadium, Skopje diváci: 5 000 rozhodčí: Leontios Trattou (Kypr) |
| Maznov 30'                | Report | Piiroja 17' | Skopje City Stadium, Skopje diváci: 5 000 rozhodčí: Leontios Trattou (Kypr) |

| 12. září 2007 20:00 UTC+1  |                          |       |                                                                           |
| Anglie                     | 3 – 0                    | Rusko | Wembley Stadium, Londýn diváci: 86 106 rozhodčí: Martin Hansson (Švédsko) |
| Owen 7', 31' Ferdinand 84' | Report[nedostupný zdroj] |       | Wembley Stadium, Londýn diváci: 86 106 rozhodčí: Martin Hansson (Švédsko) |

| 13. října 2007 15:00 UTC+1                    |                          |          |                                                                              |
| Anglie                                        | 3 – 0                    | Estonsko | Wembley Stadium, Londýn diváci: 86 665 rozhodčí: Nicolai Vollquartz (Dánsko) |
| Wright-Phillips 11' Rooney 32' Rähn 33' (vl.) | Report[nedostupný zdroj] |          | Wembley Stadium, Londýn diváci: 86 665 rozhodčí: Nicolai Vollquartz (Dánsko) |

| 13. října 2007 20:15 UTC+2 |                          |        |                                                                            |
| Chorvatsko                 | 1 – 0                    | Izrael | Maksimir Stadium, Záhřeb diváci: 32 000 rozhodčí: Wolfgang Stark (Německo) |
| Eduardo 52'                | Report[nedostupný zdroj] |        | Maksimir Stadium, Záhřeb diváci: 32 000 rozhodčí: Wolfgang Stark (Německo) |

| 17. října 2007 19:00 UTC+4  |                          |            |                                                                            |
| Rusko                       | 2 – 1                    | Anglie     | Lužniki, Moskva diváci: 84 700 rozhodčí: Luis Medina Cantalejo (Španělsko) |
| Pavljučenko 69' (pen.), 73' | Report[nedostupný zdroj] | Rooney 29' | Lužniki, Moskva diváci: 84 700 rozhodčí: Luis Medina Cantalejo (Španělsko) |

| 17. října 2007 20:00 UTC+2           |        |         |                                                                                 |
| Makedonie                            | 3 – 0  | Andorra | Skopje City Stadium, Skopje diváci: 20 000 rozhodčí: Paulius Malzinskas (Litva) |
| Naumoski 30' Sedloski 44' Pandev 59' | Report |         | Skopje City Stadium, Skopje diváci: 20 000 rozhodčí: Paulius Malzinskas (Litva) |

| 17. listopadu 2007 18:00 UTC+1 |                          |                       |                                                                                 |
| Andorra                        | 0 – 2                    | Estonsko              | Estadi Comunal, Andorra la Vella diváci: 200 rozhodčí: William Collum (Skotsko) |
|                                | Report[nedostupný zdroj] | Oper 31' Lindpere 60' | Estadi Comunal, Andorra la Vella diváci: 200 rozhodčí: William Collum (Skotsko) |

| 17. listopadu 2007 20:00 UTC+2 |                          |                   |                                                                               |
| Izrael                         | 2 – 1                    | Rusko             | Ramat Gan Stadium, Ramat-Gan diváci: 27 563 rozhodčí: Stefano Farina (Itálie) |
| Barda 10' Golan 90+2'          | Report[nedostupný zdroj] | Biljaletdinov 61' | Ramat Gan Stadium, Ramat-Gan diváci: 27 563 rozhodčí: Stefano Farina (Itálie) |

| 17. listopadu 2007 20:00 UTC+1 |        |            |                                                                                  |
| Makedonie                      | 2 – 0  | Chorvatsko | Skopje City Stadium, Skopje diváci: 18 000 rozhodčí: Frank De Bleeckere (Belgie) |
| Maznov 71' Naumoski 83'        | Report |            | Skopje City Stadium, Skopje diváci: 18 000 rozhodčí: Frank De Bleeckere (Belgie) |

| 21. listopadu 2007 19:00 UTC+2 |        |           |                                                                               |
| Izrael                         | 1 – 0  | Makedonie | Ramat Gan Stadium, Ramat-Gan diváci: 2 736 rozhodčí: Tomasz Mikulski (Polsko) |
| Barda 35'                      | Report |           | Ramat Gan Stadium, Ramat-Gan diváci: 2 736 rozhodčí: Tomasz Mikulski (Polsko) |

| 21. listopadu 2007 21:00 UTC+1 |                          |           |                                                                             |
| Andorra                        | 0 – 1                    | Rusko     | Estadi Comunal, Andorra la Vella diváci: 200 rozhodčí: Terje Hauge (Norsko) |
|                                | Report[nedostupný zdroj] | Syčev 39' | Estadi Comunal, Andorra la Vella diváci: 200 rozhodčí: Terje Hauge (Norsko) |

| 21. listopadu 2007 20:00 UTC+0 |        |                                 |                                                                             |
| Anglie                         | 2 – 3  | Chorvatsko                      | Wembley Stadium, Londýn diváci: 88 091 rozhodčí: Peter Fröjdfeldt (Švédsko) |
| Lampard 56' (pen.) Crouch 65'  | Report | Kranjčar 8' Olić 14' Petrić 77' | Wembley Stadium, Londýn diváci: 88 091 rozhodčí: Peter Fröjdfeldt (Švédsko) |